# Ferrovie Nord Milano
Die FNM S.p.A. (auch Gruppo FNM; bis 2006 Ferrovie Nord Milano S.p.A.) ist ein italienisches Eisenbahn- bzw. Verkehrsunternehmen. Die Unternehmensgruppe ist über verschiedene Tochtergesellschaften vorwiegend im Eisenbahnbetrieb, aber auch im Busverkehr, im Fahrzeugunterhalt sowie in der Telekommunikation tätig.
Die FNM sind hinter der Ferrovie dello Stato Italiane (FS) das zweitgrößte Eisenbahnunternehmen Italiens. Sie ist in den italienischen Regionen Lombardei und Piemont tätig – früher auch im Schweizer Kanton Tessin.
Die Aktien der FNM S.p.A. sind an der Borsa Italiana notiert. Die Region Lombardei hält mit 57,57 % die Mehrheit der Anteile, die Ferrovie dello Stato Italiane hält 14,74 %.

## Geschichte

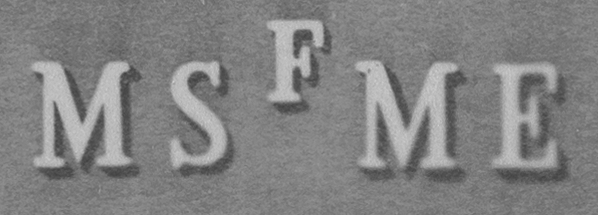
Emblem des Unternehmens bis 1883

Die Wurzeln des Unternehmens reichen ins Jahr 1877 zurück, als der Belgier Albert Vaucamps die Società Anonima Ferrovie Milano-Saronno e Milano-Erba ins Leben rief. 1879 wurde die Strecke zwischen Saronno und Mailand vollendet, die nach Erba folgte ein Jahr später. 1883 wurde die Gesellschaft in Società Anonima per le Ferrovie Nord Milano (SNM) umbenannt. Bis zum Ende des 19. Jahrhunderts übernahmen die FNM auch den Betrieb der Bahnstrecken Como Lago–Grandate–Malnate–Varese–Laveno, Saronno–Malnate, Novara–Seregno und Saronno–Grandate. Sie trat in direkte Konkurrenz zum FS-Vorgänger Rete Mediterranea. Als 1907 die Bahnunternehmen verstaatlicht wurden, gingen die Anteile Vaucamps an die Rete Mediterranea über. 1917 übernahm die Bahn die Strecke Castellanza–Mendrisio und damit den grenzüberschreitenden Verkehr auf.
Zwischen 1929 und 1953 wurden die FNM-Strecken elektrifiziert und 1943 wurden die FNM in eine Aktiengesellschaft ausgegliedert, die 1974 von der Region Lombardei mehrheitlich übernommen wurde. 1952 wurde der Personenverkehr auf der Strecke Castellanza–Mendrisio aufgegeben. Die Strecke wurde 1977 stillgelegt, seither aber teilweise durch den Club del San Gottardo als Museumsbahn wieder hergerichtet und zu einem anderen Teil (auf Schweizer Seite) in die neue Verbindung Mendrisio–Varese integriert. 1958 wurde der Personenverkehr auf der Strecke zwischen Saronno und Seregno eingestellt. 1966 folgte die Betriebseinstellung auf der Strecke zwischen Malnate und Grandate.
1985 wurde das Unternehmen in eine Holdinggesellschaft umgewandelt und das operative Geschäft in zwei Unternehmen aufgespalten: Die Ferrovie Nord Milano Esercizio war für den Eisenbahnbetrieb zuständig, die Ferrovie Nord Milano Autoservizi (FNMA) für den Busverkehr. 1993 übernahm die Holding die Società Nazionale Ferrovie e Tramvie und damit auch den Betrieb der Bahnstrecke Brescia–Iseo–Edolo. Die übernommenen Bus- und Bahnstrecken wurden auf die eigenen Tochtergesellschaften aufgeteilt. 1999 beteiligte sich die Sita Sogin – die Bussparte der Ferrovie dello Stato – mit 49 % der Anteile an der Ferrovie Nord Milano Autoservizi. Bis 2010 hat sie die Anteile auf 12,5 % reduziert, den Rest übernahmen wieder die FNM.
2004 wurde das Bahngeschäft erneut aufgespalten: In die Ferrovie Nord Milano Transporti für den Personenverkehr und in die Ferrovie Nord Cargo für den Güterverkehr. Der Betrieb der Eisenbahninfrastruktur verblieb bei der Ferrovie Nord Milano Esercizio.
2006 wurde die Ferrovie Nord Milano S.p.A. in FNM S.p.A. umbenannt und gab sich ein neues Unternehmenslogo. Einen neuen Unternehmensnamen und neuen Marktauftritt erhielten auch die meisten Tochtergesellschaften des Konzerns. Unter anderem wurde aus der Ferrovie Nord Milano Esercizio S.p.A. die FerrovieNord S.p.A., aus der Ferrovie Nord Milano Trasporti S.r.l. die LeNORD S.r.l. und aus der Ferrovie Nord Cargo S.r.l. die NordCargo S.r.l.

## Unternehmen

### Eisenbahn

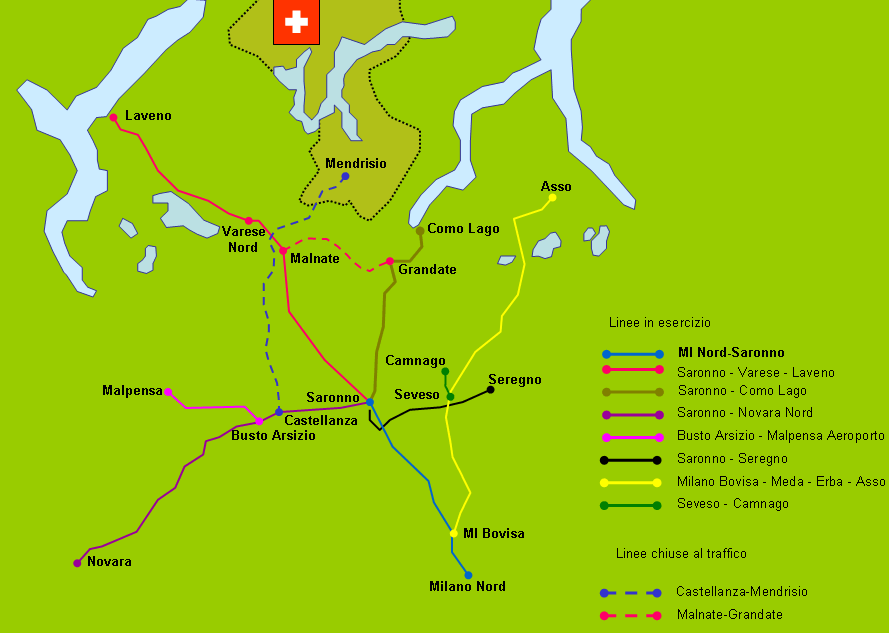
Das Streckennetz der FMN in Norditalien Stand 2006, ohne die Linie Brescia–Iseo–Edolo in der Ostlombardei

Im Eisenbahnbereich sind insgesamt 931 Angestellte beschäftigt.

### Ferrovienord
Der Infrastrukturbetreiber Ferrovienord betreibt ein Netz von 319 Kilometern Länge und 120 Stationen.
Das Netz umfasst folgende Strecken:
- Mailand–Asso
- Mailand–Saronno
- Novara–Seregno
- Saronno–Como
- Saronno–Laveno
- Brescia–Iseo–Edolo
- Bornato–Rovato

Ferrovienord besitzt mit dem Bahnhof Milano Cadorna auch einen eigenen Kopfbahnhof im Zentrum von Mailand. Zudem besitzt sie in diversen Städten wie Novara, Varese, Busto Arsizio oder Laveno-Mombello eigene Bahnhöfe, welche im Gegensatz zu den RFI-Stationen mit dem Zusatz Nord versehen sind. In Como trägt der FNM-Bahnhof den Namen Como Nord Lago, während der RFI-Bahnhof Como San Giovanni heißt.

#### LeNORD
Die Personenverkehrstochter der FNM betrieb sechs Linien des Servizio ferroviario suburbano di Milano, davon zwei teilweise auf RFI-Strecken.
Zudem betrieb sie auf den Ferrovienord-Bahnstrecken mehrere Regionallinien. Ebenfalls betrieb sie den Malpensa Express, welcher Mailand mit dem Flughafen Malpensa verbindet.
Diese Verkehre wurde 2009 in ein Joint-Venture mit der regionalen Trenitalia-Betriebsgesellschaft eingebracht, an dem beide Partner je 50 % halten. Das Unternehmen trug zunächst den Namen Trenitalia LeNord und wurde 2011 in Trenord umbenannt.
Nach dem Ausstieg der Trenitalia aus dem grenzüberschreitenden Verkehr Italien–Österreich–Deutschland über den Brennerpass führte die LeNORD die bis zu sechs täglichen EuroCity-Züge München Hbf–Verona bzw. München Hbf–Bologna/Venezia S.L.
Mit einem nicht konsolidierten Umsatz von 144,992 Millionen Euro und 1185 Mitarbeitern war die LeNORD S.p.A. die umsatzstärkste und an der Mitarbeiterzahl gemessen hinter der dem Joint-Venture-Unternehmen TreNord die zweitgrößte Sparte der FNM-Gruppe. Mittlerweile übernimmt die Trenord alle Regionalverkehrsleistungen der FNM bis auf den Malpensa Express.

#### NordCargo
2008 erwarb die DB Schenker einen 49 %-Anteil an NordCargo. Nach der Fusion der NordCargo mit der DB Schenker-Tochter DB Schenker Rail Italia (ehemals Strade Ferrate del Mediterraneo) stockte die DB Schenker auf 60 % der NordCargo-Anteile auf und wurde damit Mehrheitsaktionär. Seit dem 1. Januar 2015 firmiert Nordcargo als DB Schenker Rail Italia s.r.l.
Gemessen an Umsatz und Kilometern ist die NordCargo die zweitgrößte italienische Güterbahn. Im Verbund NordCargo/DB Schenker verkehren die Züge zwischen Deutschland, der Schweiz und Italien via Gotthard- und Lötschberg/Simplonachse. Sie arbeitet eng mit der BLS Cargo zusammen.

### Busverkehr
Die Ferrovie Milano Nord Autoservizi S.p.A. (FNMA) betreibt diverse Busbetriebe in den Provinzen Como, Varese und Mailand. Sie gehört zu 87,5 % der Gruppo FNM und zu 12,5 % der Sita Sogin, der Autobussparte der FS. Letztere hatte ihren Anteil laufend reduziert – 1999 hatte sie 49 % der FNMA-Anteile erworben.
Zudem betreiben die FNMA drei Fernbuslinien, welche vor allem im touristischen Bereich von Bedeutung sind, denn sie verbinden das FNM-Netz mit den Küsten des adriatischen und des ligurischen Meeres:
- Asso–Saronno–Cesenatico–Rimini−Gabicce Mare
- Asso–Saronno–Alassio–San Remo
- Olgiate Comasco–Cervia–Rimini–Cattolica

Zudem betreibt sie die über Schweizer Territorium verkehrende Fernbuslinie Campione d’Italia–Mailand und Ersatzbusse für die LeNORD.

### Fahrzeuge
1883 war die Gesellschaft im Besitz von 14 Dampflokomotiven, 67 Personen- und 52 Güterwagen. Bis 1936 erhöhte sich der Bestand auf 68 Lokomotiven, 5 Triebwagen, 343 Personen- und 940 Güterwagen.